# デイビー郡 (ノースカロライナ州)
デイビー郡（デイビーぐん、英: Davie County）は、アメリカ合衆国ノースカロライナ州の中央部西に位置する郡である。2010年国勢調査での人口は41,240人であり、2000年の34,835人から18.4%増加した。郡庁所在地はモックスビル町（人口5,051人）であり、同郡で人口最大の都町でもある。

## 歴史
デイビー郡は1836年にローワン郡から分離して設立された。郡名は、1798年から1799年までノースカロライナ州知事を務めたウィリアム・R・デイビーに因んで名付けられた。南北戦争の南軍にはデイビー郡から1,147名の兵士が出征した。

## 郡政府
デイビー郡は地域自治体の委員会であるピードモント・トライアド地域自治体委員会のメンバーである。

## 地理
アメリカ合衆国国勢調査局に拠れば、郡域全面積は267平方マイル (691.5 km2)であり、このうち陸地265平方マイル (686.3 km2)、水域は2平方マイル (5.2 km2)で水域率は0.64%である。

### 郡区
デイビー郡は7つの郡区に分割されている。カラハーン、クラークスビル、ファーミントン、フルトン、ジェルサレム、モックスビル、シェイディグローブの各郡区である。

### 主要高規格道路
- 州間高速道路40号線
- アメリカ国道64号線
- アメリカ国道158号線
- アメリカ国道601号線
- ノースカロライナ州道801号線
- ノースカロライナ州道901号線

### 隣接する郡
- ヤドキン郡 - 北
- フォーサイス郡 - 北東
- デイビッドソン郡 - 南東
- ローワン郡 - 南
- アイアデル郡 - 西

### ワイン
デイビー郡の一部はヤドキン・バレー・ワイン生産地域に属している。ここで栽培されるブドウから生産されるワインは、そのラベルにヤドキン・バレーの呼称を使用できる。

## 人口動態
以下は2000年の国勢調査による人口統計データである。
| 基礎データ - 人口: 34,835人 - 世帯数: 13,750 世帯 - 家族数: 10,257 家族 - 人口密度: 51人/km2（131人/mi2） - 住居数: 14,953軒 - 住居密度: 22軒/km2（56軒/mi2） 人種別人口構成 - 白人: 90.44% - アフリカン・アメリカン: 6.80% - ネイティブ・アメリカン: 0.23% - アジア人: 0.31% - 太平洋諸島系: 0.02% - その他の人種: 1.31% - 混血: 0.89% - ヒスパニック・ラテン系: 3.47% | 年齢別人口構成 - 18歳未満: 24.3% - 18-24歳: 7.1% - 25-44歳: 29.4% - 45-64歳: 25.5% - 65歳以上: 13.8% - 年齢の中央値: 38歳 - 性比（女性100人あたり男性の人口） - 総人口: 97.0 - 18歳以上: 94.0 世帯と家族（対世帯数） - 18歳未満の子供がいる: 32.7% - 結婚・同居している夫婦: 61.4% - 未婚・離婚・死別女性が世帯主: 9.2% - 非家族世帯: 25.4% - 単身世帯: 22.2% - 65歳以上の老人1人暮らし: 9.7% - 平均構成人数 - 世帯: 2.51人 - 家族: 2.91人 | 収入と家計 - 収入の中央値 - 世帯: 40,174米ドル - 家族: 47,699米ドル - 性別 - 男性: 33,179米ドル - 女性: 24,632米ドル - 人口1人あたり収入: 21,359米ドル - 貧困線以下 - 対人口: 8.6% - 対家族数: 6.4% - 18歳未満: 10.2% - 65歳以上: 11.3% |

## 都市と町

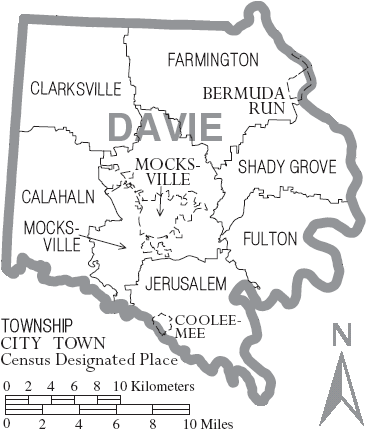
デイビー郡の自治体と郡区

- バミューダラン
- クーリーミー
- モックスビル - 郡庁所在地

### 未編入の町
- アドバンス
- コーナッツァー
- ファーミントン
- ヒルズデール
- シェフィールド
- バイキング